# David White (Genealoge)

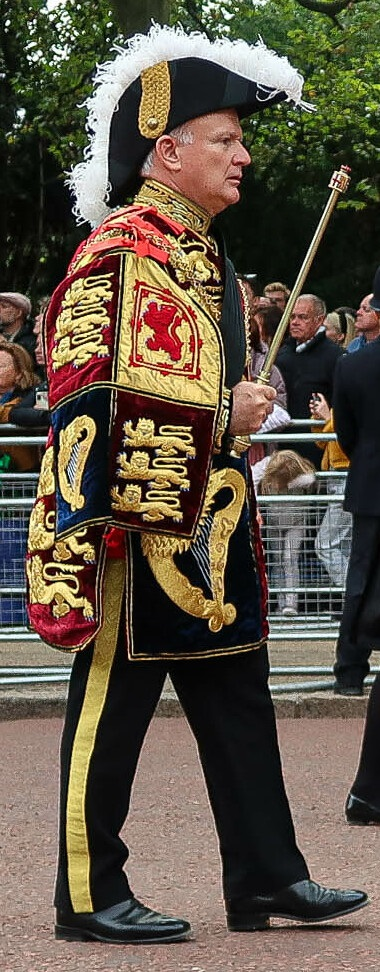
David White 2022 im Trauerzug für Königin Elisabeth II.

David Vines White (* 27. Oktober 1961 in Glasgow), englischer Heraldiker und Genealoge, ist seit 2021 Garter Principal King of Arms des College of Arms in London.
White begann als Absolvent der Universität Cambridge seine Laufbahn in der Heraldik in den Jahren 1982/83 als Präsident der Cambridge University Heraldic & Genealogical Society. 1995 wurde er zum Rouge Croix Pursuivant des College of Arms ernannt, 2004–2021 war er dort Herold (Somerset Herald) und zum 1. Juli 2021 Garter Principal King of Arms.
Er ist Genealoge des Order of the Bath und seit 2010 Ehrengenealoge des Royal Victorian Order.